# 真岡市東運動場
真岡市東運動場（もおかしひがしうんどうじょう）とは栃木県真岡市小林にある野球場である。

## 概要
以前は、栃の葉国体の軟式野球の会場として使用された。現在は学童野球の大会や中学校の野球大会などに使用されているほか、夏になると南関東などの野球チームが合宿に使用することが多い。
隣町の益子町にある益子町北公園野球場が完成してから本球場の使用頻度は少なくなっている。

## 施設概要
- 両翼 : 90m
- 中堅 : 120m
- 収容人数 : 不明（バックネット席 : 有、内野席 : 芝生、外野スタンド : 無）
- 照明 : 有
- 内野 : 土
- 外野 : 天然芝
- スコアーボード : パネル式

## 最寄駅
真岡鐵道真岡線西田井駅が最寄駅。